# Kaxholmen
Kaxholmen – miejscowość (tätort) w Szwecji, w regionie administracyjnym (län) Jönköping, w gminie Jönköping.
Według danych Szwedzkiego Urzędu Statystycznego liczba ludności wyniosła: 1561 (31 grudnia 2015), 1710 (31 grudnia 2018) i 1751 (31 grudnia 2019).